# Бургундская династия (Португалия)

Знамя Генриха Бургундского

Португальская династия, ветвь Старшего Бургундского дома и, следовательно, Капетингов. Её представители правили в Португалии в 1093—1383 годах.
Родоначальником династии был Генрих Бургундский (ум.1112), первый граф Португалии. Его сын Афонсу I Великий стал первым королём Португалии. Его потомки, в лице внебрачного потомства (к Ависской династи, потом к их боковой ветви Браганса, потом по женской линии к Браганса-Кобург, несмотря, на то, что были ещё и Герцоги Кадавал (на данный период времени эта ветвь считаеться вымершей), младшая ветвь рода Браганса (вполне возможно, и за того, что Ависская династия вела своё происхождение от незаконорождённого потомства)) правили Португалией до провозглашения республики в 1910 году.
После смерти в 1383 году Фернанду I, Бургундская династия по прямой мужской линии угасла и трон (после междуцарствия) перешёл к побочной линии — Ависской династии, основателем которой стал внебрачный сын Педру I и брат Фернанду I — Жуан I, магистр Ависского ордена, от названия которого эта ветвь и получила своё нынешнее название и тем самым дистанцировавшись от Бургундской династии (Жуан являлся бастардом, к тому же, после Педру, правил его сын Фернанду) . Боковая ветвь Ависского дома — Династия Браганса продолжали править в Португалии в 1640—1853 и Бразилии в 1822—1889. Позже престол по женской линии перешел к Саксен-Кобург-Готской ветви династии Браганса.

## Правители Португалии из Бургундской династии

### Графы Португалии
- 1093—1112: Генрих Бургундский (ум.1112)
- 1093—1128: Тереза Леонская (1080—1130), жена Генриха
- 1112—1139: Афонсу I Великий[1] (1109—1185) (порт. Afonso I o Grande), сын Генриха и Терезы, до 1128 года фактически правила Тереза. В 1139 году провозглашён королём Португалии.

### Короли Португалии
- 1139—1185: Афонсу I Великий.
- 1185—1211: Саншу I Заселитель (1154—1212) (порт. Sancho I o Povoador).
- 1211—1223: Афонсу II Толстый[2] (1185—1233) (порт. Afonso II de Portugal o Gordo).
- 1223—1247: Саншу II Благочестивый[3] (1207—1248) (порт. Sancho II o Pio).
- 1248—1279: Афонсу III Болонский (1210—1279) (порт. Afonso III Bolonhês). Регент Португалии [4] с 21 сентября 1245 года до смерти своего брата, когда получил всю полноту королевской власти.
- 1279—1325: Диниш I Земледелец[5] (1261—1325) (порт. Dinis I O Lavrador).
- 1325—1357: Афонсу IV Храбрый (1290—1357) (порт. Afonso IV o Bravo).
- 1357—1367: Педру I Справедливый[6] (1320—1367) (порт. Pedro I o Justiceiro).
- 1367—1383: Фернанду I Прекрасный[7] (1345—1383) (порт. Fernando I o Formoso). Прекращение рода по прямой мужской линии (законорождённое потомство).